# Viktoriatheater (Magdeburg)

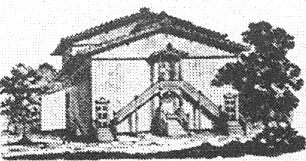
Viktoriatheater, 1860

Das Viktoriatheater war ein Theater im Magdeburger Stadtteil Werder. Es befand sich auf der südlichen Seite der heutigen Lingnerstraße Ecke Mittelstraße und bestand von 1860 bis 1930.

## Geschichte
Die Einweihung des Theaters fand am 16. Mai 1860 mit dem Stück "Eine Nacht in Berlin" statt. 

### Gebäude und Anlage
Otto Nowack, Direktor des städtischen Theaters, ließ das Theater auf eigene Kosten in dem auf einer Insel in der Elbe gelegenen Stadtteil Werder errichten. Der Bau verfügte über 1.200 Plätze und einen großen Linden bestandenen Garten mit Neptunbrunnen, Goldfischteich mit Fontaine, einem Bierausschank und Kuchenverkaufsstand. Als besonders erwähnenswert galt das Standbild einer Muse mit Leier. In unmittelbarer Nähe befand sich das Viktoriarestaurant. Das in Holzbauweise errichtete Theatergebäude war nicht beheizbar, so dass es nicht ganzjährig bespielt wurde. Auch erwies es sich als nicht ganz wasserdicht.

### Repertoire

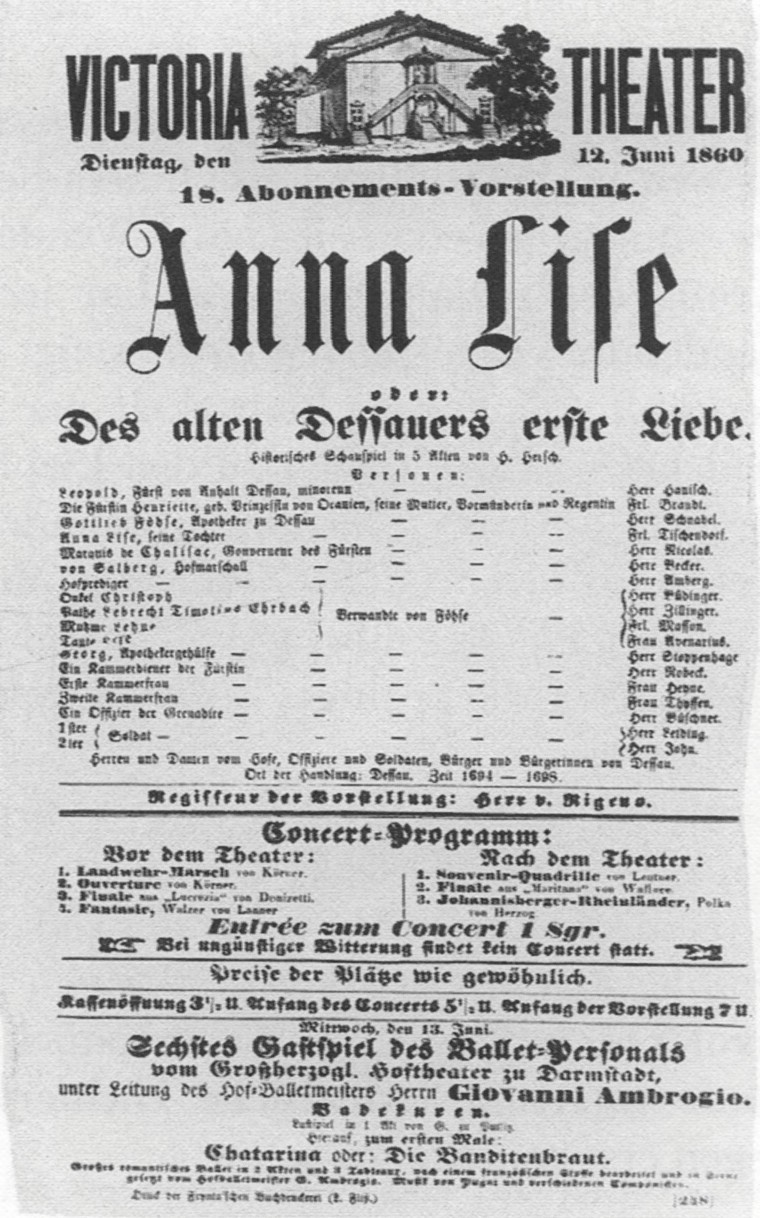
Programmzettel vom 12. Juni 1860

Künstlerisch wurden, dem Charakter des Hauses entsprechend, vorwiegend Lustspiele und Possen aufgeführt. Anfangs erfreute sich das Haus dadurch und durch seine schöne Lage mit Garten einer großen Publikumsnachfrage. In der Anfangszeit stellte ein ausverkauftes Haus den Normalfall dar. Die eher seichten und wohl auch qualitativ nicht sonderlich starken Aufführungen stießen bei der Kritik auf Ablehnung. In der Allgemeinen Theater-Chronik 1862 heißt es, wohl auch gemünzt auf das Viktoriatheater: „Das Theater in Magdeburg sinkt immer mehr.“ Das Oberpräsidium der Provinz Sachsen drohte Nowack 1863 sogar mit einem Entzug der Spielerlaubnis, wenn er auch weiterhin finanzielle Interessen vor Bildungsinteressen stelle.
Auf später nachlassendes Publikumsinteresse reagierte Nowack mit der Aufführung stark gekürzter klassischer Stücke von Schiller und Shakespeare. Die Aufführungen wurden häufig von auswärtigen reisenden Schauspielern bestritten.
Ende 1869 verpachtete der nach Berlin ziehende Nowack das Viktoriatheater an einen Herrn Senst. Bereits 1873 kehrte Nowack jedoch zurück und führte das Theater bis zu seinem Tode 1883. Seine Nachfolge trat dann der bisherige Oberregisseur Sacha Hänseler an. Das Gebäude befand sich dann von 1887 bis 1916 im Besitz des Kaufmanns Theodor Ofschenfzig.
In den Sommermonaten hielt das Theater ein eigenes Orchester und einen eigenen Chor mit jeweils 25 Mitgliedern vor.

### Verbindung mit dem Stadttheater

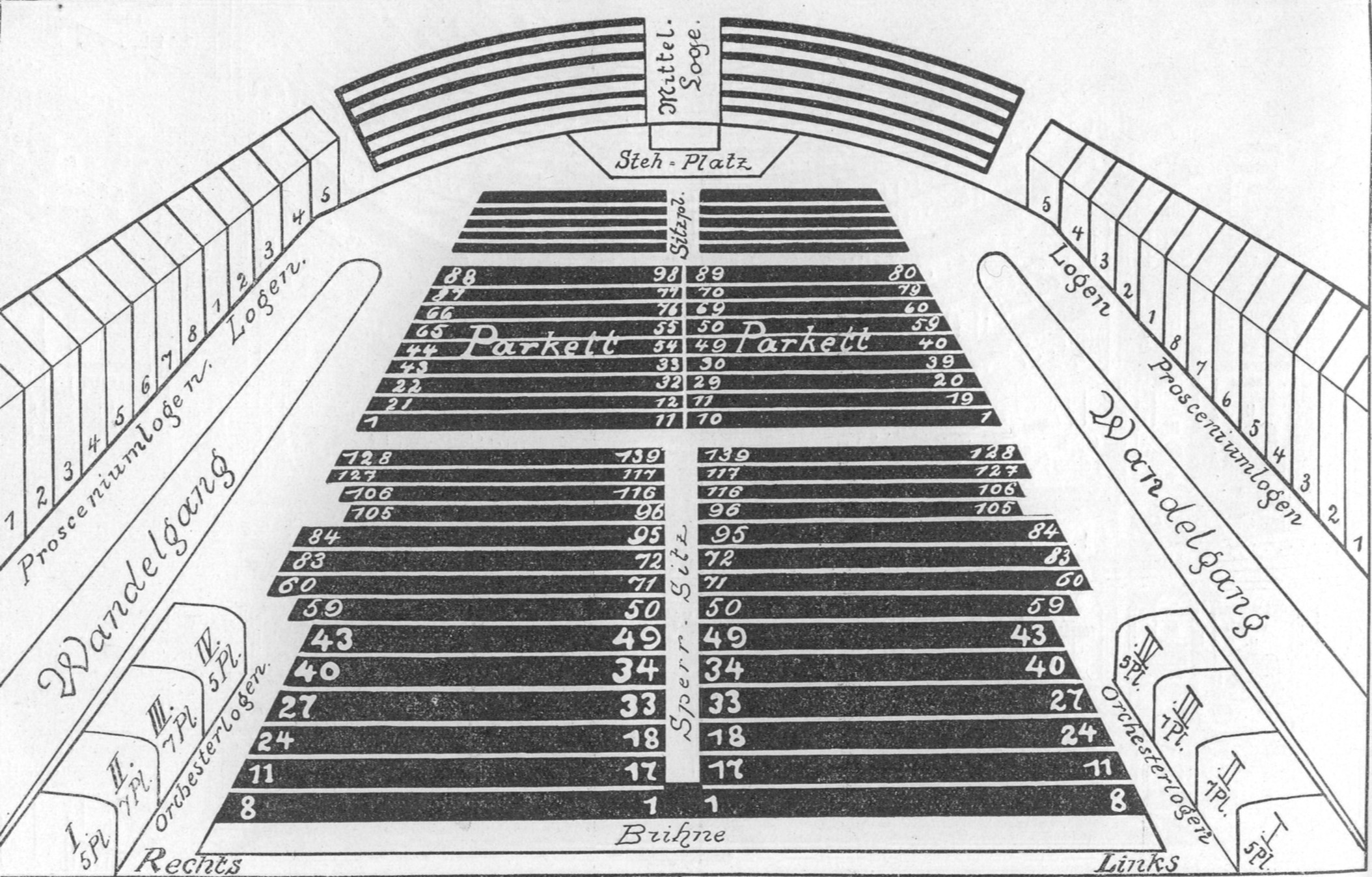
Zeichnung des Innenraums im Magdeburger Adreßbuch von 1916

Im Sommer 1917 pachtete der Direktor des Stadttheaters Magdeburg, Heinrich Vogeler, das bereits leicht baufällige Viktoriatheater auf eigene Rechnung. Mit der Verfügbarkeit einer zweiten Spielstätte wollte er Synergieeffekte erzielen, was ihm auch gelang. Die Schwankliteratur blieb zwar am Viktoriatheater dominant, es kamen jedoch auch Stücke aus dem Repertoire der städtischen Bühne, zu günstigen Preisen, zur Aufführung. So wurden Stücke wie Nora, Kabale und Liebe, Sudermanns Heimat, Hauptmanns Biberpelz und Björnsons Geographie und Liebe aufgeführt.
Ein Plan Vogelers, durch Einbau einer Heizung auch eine Bespielbarkeit im Winter zu ermöglichen, ließ sich nicht umsetzen. Durch Änderungen in der Struktur der städtischen Bühnen trat die Stadt Magdeburg dann in den Pachtvertrag ein. Vogeler erhielt als Abfindung für den Verzicht auf seine Rechte eine Abfindung von 20.000 Mark.
Im Jahr 1924 erwarb die Stadt schließlich das Gebäude. Bereits 1925 wurde es jedoch geschlossen. Es bestand die Planung, das Theater zu renovieren und anlässlich der in Magdeburg stattfindenden Deutschen Theaterausstellung 1927 wieder zu eröffnen. Zu einer Umsetzung des Plans kam es jedoch nicht. Im Jahr 1930 wurde das Theatergebäude aus Sicherheitsgründen abgerissen. Das Gebäude der Viktoriagaststätte bestand zunächst weiter und wurde als Schule, dann als Wohnhaus, zuletzt als Hort genutzt. Anfang der 1970er Jahre wurde jedoch auch dieses Haus abgerissen.

## Heutige Situation
Der ursprüngliche Standort des Theaters ist heute nur locker bebaut. Direkte Hinweise auf das ehemalige Viktoriatheater sind vor Ort nicht mehr zu finden. Eine in der Nähe gelegene kleine Grünanlage mit Spielplatz wird jedoch noch als Viktoriapark bezeichnet. Auch heute gibt es jedoch mit dem Theater an der Angel wieder ein privates Theater in Magdeburg-Werder.